# Улица Кримулдас (Рига)
Улица Кри́мулдас (латыш. Krimuldas iela) — небольшая П-образная улица в Видземском предместье города Риги, в микрорайоне Тейка. Находится рядом с Воздушным мостом, начинается и заканчивается у Бривибас гатве. С другими улицами не пересекается.
Общая длина улицы — 207 метров. На всём протяжении имеет асфальтовое покрытие. Общественный транспорт по улице не курсирует.

## История
Улица носит название Кримулдас (Кремонская) с 1902 года; переименований улицы не было. Название происходит от средневекового Кримулдского замка (старое название — Кремонский замок, от нем. Schloß Krumen).